# Badister
Badister es un  género de coleópteros adéfagos de la familia Carabidae. Se distribuyen por el holártico.

## Especies
Se reconocen las siguientes:
- Badister ajax Britton, 1948
- Badister amazonus Erwin & Ball, 2011
- Badister anatolicus Schweiger, 1968
- Badister brevicollis Reiche, 1875
- Badister bucciarellii (Monguzzi, 1976)
- Badister bullatus Schrank, 1798
- Badister cavifrons Fauvel, 1903
- Badister collaris Motschulsky, 1844
- Badister denticulatus Wrase, 1995
- Badister dilatatus Chaudoir, 1837
- Badister dorsiger Duftschmid, 1812
- Badister elegans Leconte, 1880
- Badister fenestratus Semenov, 1906
- Badister ferrugineus Dejean, 1831
- Badister flavipes Leconte, 1853
- Badister fukiensis Jedlicka, 1956
- Badister gladiator Apfelbeck, 1904
- Badister grandiceps Casey, 1920
- Badister iranicus Jedlicka, 1961
- Badister iridescens Laferte-Senectere, 1851
- Badister ishigakiensis Habu, 1975
- Badister lacertosus Sturm, 1815
- Badister maculatus Leconte, 1853
- Badister mareei Burgeon, 1942
- Badister marginellus Bates, 1873
- Badister meridionalis Puel, 1925
- Badister micans Leconte, 1844
- Badister nakayamai Morita, 1992
- Badister naviauxi Wrase, 1995
- Badister neopulchellus Lindroth, 1954
- Badister nigriceps A. Morawitz, 1863
- Badister notatus Haldeman, 1843
- Badister obtusus Leconte, 1878
- Badister parviceps Ball, 1959
- Badister peltatus Panzer, 1796
- Badister pictus Bates, 1873
- Badister promontorii Peringuey, 1896
- Badister pulchellus Leconte, 1848
- Badister reflexus Leconte, 1880
- Badister sasajii Morita, 2001
- Badister seriepunctatus Peyron, 1858
- Badister sodalis Duftschmid, 1812
- Badister submarinus Motschulsky, 1859
- Badister sundaicus Andrewes, 1926
- Badister thoracicus Wiedemann, 1823
- Badister transversus Casey, 1920
- Badister unipustulatus Bonelli, 1813
- Badister ussuriensis Jedlicka, 1937
- Badister vandykei Ball, 1959
- Badister vittatus Bates, 1873